# Siergiej Łoznica
Siergiej Władimirowicz Łoznica (ukr. Сергій Володимирович Лозниця, ros. Сергей Владимирович Лозница, biał. Сяргей Уладзіміравіч Лазніца; ur. 5 września 1964 w Baranowiczach) – ukraiński reżyser, scenarzysta i producent filmowy.

## Życiorys
W 1981 roku rozpoczął studia na Narodowym Technicznym Uniwersytecie Ukrainy (Politechnika Kijowska). Po ukończeniu studiów (w 1987 r.) zajął się pracą naukową w instytucie cybernetyki na tejże uczelni, gdzie pracował do 1991 roku.
W latach 1991–1997 studiował we Wszechrosyjskim Państwowym Instytucie Kinematografii.
W roku 2000 pracował jako reżyser filmów dokumentalnych w Petersburgu. W 2001 roku wyemigrował do Niemiec.
Laureat nagrody Smoka Smoków na Krakowskim Festiwalu Filmowym w 2018 roku.
18 marca 2022 został wykluczony z Ukraińskiej Akademii Filmowej za udział w okresie wojny w festiwalu rosyjskiego kina pt. "Od Lwowa do Uralu" w Nantes. 
W 2022 ukazała się w języku francuskim poświęcona mu książka Sergueï Loznitsa. Un cinéma à l'épreuve du monde (wyd.: Céline Gailleurd, Damien Marguet, Eugénie Zvonkine; Presses Universitaires du Septentrion, Villeneuve d'Ascq 2022, ISBN 978-2-7574-3606-6).

## Filmografia

### Filmy dokumentalne
- 1997: Siegodnia my postroim dom (ros. Сегодня мы построим дом)
- 1999: Żyzń, osień (ros. Жизнь, осень)
- 2000: Połustanok (ros. Полустанок)
- 2001: Posielenije (ros. Поселение)
- 2002: Portriet (ros. Портрет)
- 2003: Piejzaż (ros. Пейзаж)
- 2004: Fabrika (ros. Фабрика)
- 2005: Błokada (ros. Блокада)
- 2006: Artiel (ros. Артель)
- 2008: Rewia (ros. Представление)
- 2008: Siewiernyj swiet (ros. Северный свет)
- 2014: Majdan. Rewolucja godności[4]
- 2016: Austerlitz[5]

### Filmy fabularne
- 2010: Szczęście ty moje (ros. Счастье моё)
- 2012: We mgle (ros. В тумане)
- 2017: Łagodna (ros. Кроткая)[6]
- 2018: Donbas (ros. Донбасс)[7]